# Puyol-Cazalet
Puyol-Cazalet (gaskonsko Pujòu Casalet) je naselje in občina v francoskem departmaju Landes regije Akvitanije. Naselje je leta 2009 imelo 111 prebivalcev.

## Geografija
Kraj leži v pokrajini Gaskonji ob reki Gabas, 39 km južno od Mont-de-Marsana in 40 km severno od Pauja.

## Uprava
Občina Puyol-Cazalet skupaj s sosednjimi občinami Arboucave, Bats, Castelnau-Tursan, Clèdes, Geaune, Lacajunte, Lauret, Mauries, Miramont-Sensacq, Payros-Cazautets, Pécorade, Philondenx, Pimbo, Samadet, Sorbets in Urgons sestavlja kanton Geaune s sedežem v Geaunu. Kanton je sestavni del okrožja Mont-de-Marsan.

## Zanimivosti
- cerkev sv. Simona in Jude;